# بطولة أمستردام لكرة القدم 2007
كانت بطولة إل جي أمستردام 2007 عبارة عن بطولة كرة قدم تحضيريةٍ خاضتها الفرق أياكس وآرسنال وأتلتيكو مدريد ولاتسيو في 2 أغسطس و 4 أغسطس 2007 في ملعب أمستردام أرينا.

## جدول النقاط
| الفريق        | لعب | فاز | تعادل | خسر | له | عليه | الفارق | النقاط |
| ------------- | --- | --- | ----- | --- | -- | ---- | ------ | ------ |
| آرسنال        | 2   | 2   | 0     | 0   | 3  | 1    | +2     | 9      |
| أتلاتكو مدريد | 2   | 1   | 0     | 1   | 3  | 3    | 0      | 6      |
| أياكس         | 2   | 1   | 0     | 1   | 2  | 1    | +1     | 5      |
| لاتسيو        | 2   | 0   | 0     | 2   | 2  | 5    | -3     | 2      |

ملاحظة: نقطة إضافية لكل هدف مسجل.

## النتائج

### اليوم الأول
| لاتسيو           | 1 – 2    | آرسنال                                 |
| ---------------- | -------- | -------------------------------------- |
| غوران بانديف 40' | (Report) | نكلاس بندتنر 19' · إدواردو دي سلفا 55' |

| أياكس                              | 2 – 0    | أتلاتيكو مدريد |
| ---------------------------------- | -------- | -------------- |
| غابري غارسيا 47' · وسلي سنايدر 59' | (Report) |                |

### اليوم الثاني
| لاتسيو            | 1 – 3    | أتلاتيكو مدريد                                                 |
| ----------------- | -------- | -------------------------------------------------------------- |
| ستيفانو ماوري 66' | (Report) | براوليو نوبريغا 39' · لويس غارسيا 65' · خوسيه أنتونيو رييس 69' |

| أياكس | 0 – 1 | آرسنال             |
| ----- | ----- | ------------------ |
|       | تقرير | روبن فان بيرسي 87' |

## روابط خارجية
- https://web.archive.org/web/20170228045001/http://www.lgamsterdamtournament.com/